# Supercoupe arabe de football 1999
Navigation
Édition précédente Édition suivante
La Supercoupe arabe 1999 est la 6e édition de cette compétition, qui se déroule  du 11 au 16 avril 1999 à Damas. L'équipe algérienne du MC Oran remporte le trophée .

## Résultats
| Team            | Pld | W | D | L | GF | GA | GD | Pts |
| --------------- | --- | - | - | - | -- | -- | -- | --- |
| MC Oran         | 3   | 2 | 1 | 0 | 4  | 1  | +3 | 7   |
| Al Jaish Damas  | 3   | 2 | 0 | 1 | 4  | 3  | +1 | 6   |
| WA Tlemcen      | 3   | 1 | 1 | 1 | 1  | 1  | 0  | 4   |
| Al Shabab Riyad | 3   | 0 | 0 | 3 | 0  | 4  | -4 | 0   |

| 11 Avril 1999 | Al Shabab Riyad | 0 – 1   | MC Oran                 |                            |                            |
|               |                 | (0 – 0) | 90e Kouider Boukessassa | Diffuseur : ENTV Terrestre | Diffuseur : ENTV Terrestre |

| 11 Avril 1999 | Al Jaish Damas      | 1 – 0   | WA Tlemcen |                            |                            |
|               | Mostafa Ibrahim 48e | (0 – 0) |            | Diffuseur : ENTV Terrestre | Diffuseur : ENTV Terrestre |

| 13 Avril 1999 | WA Tlemcen | 0 – 0   | MC Oran |                            |                            |
|               |            | (0 – 0) |         | Diffuseur : ENTV Terrestre | Diffuseur : ENTV Terrestre |

| 13 Avril 1999 | Al Jaish Damas                      | 2 – 0   | Al Shabab Riyad |  |  |
|               | Maher Essaid 43e · Ahmed Koussa 83e | (1 – 0) |                 |  |  |

| 16 Avril 1999 | WA Tlemcen              | 1 – 0 | Al Shabab Riyad |                            |                            |
|               | Aissa Aidara 21e (pen.) |       |                 | Diffuseur : ENTV Terrestre | Diffuseur : ENTV Terrestre |

| 16 Avril 1999 | Al Jaish Damas   | 1 – 3   | MC Oran                                                               |                                                                             |                                                                             |
|               | Ahmed Koussa 92e | (0 – 0) | Kouider Boukessassa 53e · Nacereddine Gaïd 56e · Mourad Guesbaoui 63e | Stade des Abbassides, Damas Spectateurs : 15 000 Diffuseur : ENTV Terrestre | Stade des Abbassides, Damas Spectateurs : 15 000 Diffuseur : ENTV Terrestre |